# Ala (unité militaire romaine)
Pour les articles homonymes, voir Ala (homonymie).

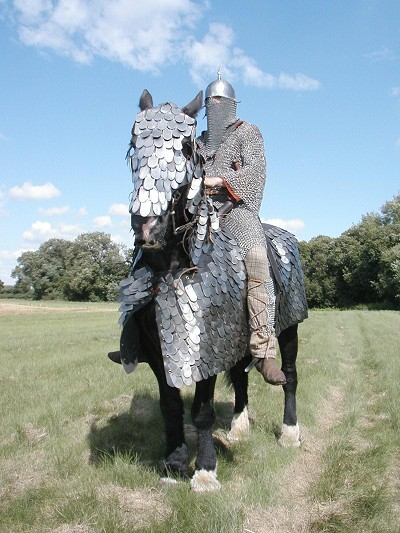
Reconstitution moderne d'un cataphractaire sassanide, qui servit de modèle à la création des Equites cataphractarii.

Une ala (alae au pluriel, litt. « aile ») est une unité militaire de troupes auxiliaires attachées à une légion romaine.

## Histoire

### Sous la République
Le terme ala est connu depuis le début de l'époque républicaine pour désigner des unités militaires composées de socii, les tribus ou cités-états alliées de Rome. Vers le IVe siècle av. J.-C., une ala sociorum est composée d'environ 4 200 fantassins (autant qu'une légion de citoyens romains), mais peut compter jusqu'à 900 cavaliers, là où une légion en a trois fois moins. L'infanterie de ces unités est répartie en cohortes (entre 400 et 600 hommes) recrutés ensemble depuis une même zone géographique. La cavalerie, elle, est divisée en turmae de 30 cavaliers. Chaque ala est placée sous les ordres de trois praefecti sociorum, des officiers romains. Une armée consulaire typique de deux légions est accompagnée de deux alae sociorum, appelée respectivement dextra (droite) et sinistra (gauche), en référence aux flancs que ces « ailes » devaient couvrir. Cependant, la guerre sociale au Ier siècle av. J.-C. et l'obtention de la citoyenneté romaine par les alliés italiens de Rome viennent remettre en question cette organisation.
Les alae sont très rarement mentionnées dans les sources entre la fin de la guerre sociale et la bataille d'Actium. Le terme a également plusieurs sens : il peut désigner une unité de cavalerie placée sur les flancs d'une armée (peu importe sa composition et l'origine de ses troupes) ou désigner une unité commandée par un officier supérieur. En grec, un terme proche (« ile ») désignait en fait la turma.

### Sous le Principat
A la mort d'Auguste, une ala quingenaria est une unité de cavalerie composée d'environ 500 hommes répartis en 16 turmae de 32 hommes (plus leur décurion) et le tout est placé sous le commandement d'un préfet (praefectus alae). Sous Auguste, ces préfets peuvent être des sénateurs, des centurions primipiles issus des légions ou des chevaliers. Pour la mort de Claude, cette fonction est réservée aux seuls chevaliers.
Comme les autres unités auxiliaires de l'armée romaine, les alae sont nommées d'après leur type, leur numéro et leur région d'origine. Elles peuvent également être nommées d'après l'empereur qui a ordonné la levée (Ala I Flavia (de)), d'après le gouverneur qui les a levées, ou d'après un commandant (l'Ala Gallorum Indiana (en) est nommée d'après Julius Indus (en)). Les unités peuvent aussi être nommées d'après leurs spécialités ou leur armement : l'Ala I Ulpia Contariorum (de) est composée de Contarii (de) équipés d'une longue lance de cavalerie nommée contus. Enfin, le nom peut être honorifique, comme dans le cas de l'ala Augusta ob virtutem appellata (de) (« aile augustéenne décorée pour sa bravoure »). Comme ailleurs dans l'armée romaine, le nom des alae n'est pas fixe et peut évoluer en fonction des empereurs : l'Ala I Flavia (de) est renommée Severiana en l'honneur de Sévère Alexandre, puis Philippiana en l'honneur de Philippe l'Arabe.
Les régions ayant fourni le plus d'alae se trouvent à l'ouest de l'empire : Afrique, Gaule, régions du Rhin et du Danube, ainsi que la péninsule ibérique. Cependant, les remplacements des soldats mis hors de combats ou à la retraite ne proviennent pas de ces régions d'origine.
Un nouveau type d'unité de 1000 hommes répartis en 24 turmae (l'ala militaria) est attesté à partir de 86. Sept de ces alae sont attestées sous Trajan et deux supplémentaires sont créées ensuite. Durant la période flavienne, 85 alae sont attestées. Qu'elles soient composées de 500 (ala quingenaria) ou 1000 hommes (ala militaria), les alae sont toujours organisées de la même manière : des décurions s'occupent de l'entraînement et du commandement d'une turma, avec au-dessus d'eux un decurio princeps et le praefectus alae à la tête de l'unité (ce dernier est lui-même subordonné à un légat de légion). Chaque ala dispose de son propre vexillum porté par un vexillifer.
Des alae continuent à être recrutées jusqu'au IVe siècle, comme le prouve la Notitia dignitatum. Cependant, ces versions tardives sont sûrement plus petites que leurs homologues du début de l'empire. L'Ala I Hiberorum compte ainsi 116 hommes en 298 et deux de plus en 300 (toutefois il ne s'agit peut-être pas de son effectif normal).

### Emploi
Les alae fournissent à l'armée romaine des éclaireurs et des estafettes mais peuvent également remplir différents rôles spécialisés. Ainsi, des unités de Contarii (de) apparaissent sous Hadrien. Les cavaliers de l'ala I Ulpia Contariorum et de l'ala I Ulpia Contariorum milliaria civium Romanorum manient le contus sarmate, une lance longue de plusieurs mètres, trop lourde pour être tenue à une main : ils n'ont donc pas de boucliers ou d'armure. C'est également sous Hadrien qu'est attestée la première ala composée de cavaliers en armure (Equites cataphractarii (en)) : l'ala I Gallorum et Pannoniorum catafracta. Le développement d'unités de cavalerie lourde est particulièrement mené au IIIe siècle, pour contrer la cavalerie lourde sassanide.